# آموزش در کره شمالی
تحصیلات در کره شمالی یک آموزش علمی و با بودجه دولتی توسط دولت تأمین می‌شود. نرخ سواد ملی گزارش شده برای شهروندان در سن ۱۵ سال به بالا نزدیک به صد درصد است. کودکان یک سال مهد کودک، چهار سال آموزش ابتدایی، شش سال تحصیلات متوسطه و سپس به دانشگاه می‌روند.
در سال ۱۹۸۸، سازمان آموزشی، علمی و فرهنگی سازمان ملل متحد (یونسکو) گزارش داد که کره شمالی دارای ۳۵۰۰۰ مقدمات ابتدایی، ۶۰٬۰۰۰ ابتدایی، ۱۱۱٬۰۰۰ متوسطه، ۲۳٬۰۰۰ دانشگاه و ۴٬۰۰۰ آموزگار متوسطه دیگر است.

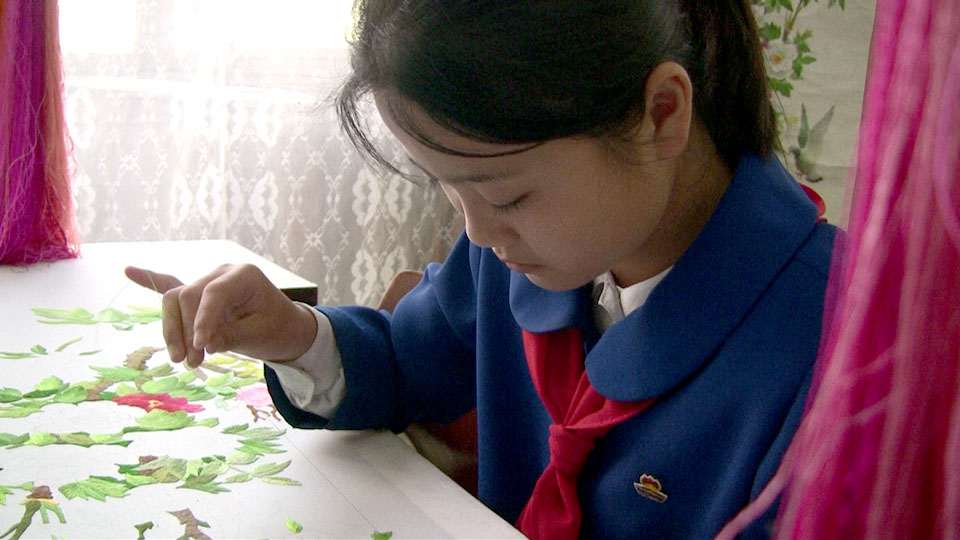
کاخ دانش آموزان مدرسه ای در پیونگ یانگ

## تاریخ
آموزش رسمی نقش اساسی در توسعه اجتماعی و فرهنگی کره سنتی و کره شمالی معاصر داشته‌است. در زمان سلسله چوسان، دربار سلطنتی سیستمی از مدارس ایجاد کرد که دروس و هم چنین چهار مدرسه راهنمایی مرکزی در پایتخت را دروس کنفوسیوس آموزش می‌داد. هیچ سیستم آموزش ابتدایی تحت حمایت دولت وجود نداشت.
در طول قرن پانزدهم، مدارس تحت حمایت دولت از نظر کیفی پایین آمدند و توسط دانشکده‌های خصوصی، مرکز تحقق احیای نئوکنفوسیانیسم در قرن شانزدهم، از اهمیت برخوردار شدند. تحصیلات عالی توسط سونگ گیون گوان، دانشگاه ملی کنفوسیوس، در سئول ارائه شد. ثبت نام آن به ۲۰۰ دانشجویی که امتحانات خدمات دولتی پایین‌تری را گذرانده بودند و برای بالاترین نمره امتحانات را کسب کرده بودند محدود شد.
کره شمالی اواخر قرن نوزدهم و اوایل قرن بیستم شاهد تغییرات عمده آموزشی بود. این دولت توسط دولت مرکزی لغو شد. مبلغان مسیحی مدارس مدرنی تأسیس کردند که برنامه‌های درسی غربی را آموزش می‌داد. در میان آنها نخستین مدرسه برای زنان، دانشگاه دخترانه اوها، بود که توسط مبلغین متدیست آمریکایی به عنوان یک مدرسه ابتدایی در سئول در سال ۱۸۸۶ تأسیس شد. در طول سالهای پایانی سلطنت ، حدود ۳۰۰۰ مدرسه خصوصی که به هر دو جنس موضوعات نوین می‌آموختند توسط مبلغان و دیگران تأسیس شدند. بیشتر این مدارس در قسمت شمالی کره متمرکز بودند.
پس از الحاق ژاپن به کره در سال ۱۹۱۰، حکومت استعماری یک سیستم آموزشی با دو هدف ایجاد کرد: دادن حداقل تحصیلات به کره ای‌ها برای آموزش آنها برای نقشهای تبعی در اقتصاد نوین و ایجاد وفاداری آنها به امپراتور. برای مهاجران ژاپنی که تعداد زیادی در شبه جزیره کره ساکن شده بودند، آموزش با کیفیت بالاتری ارائه دهد.
ژاپنی‌ها منابع بیشتری را در منابع دوم سرمایه‌گذاری کردند و فرصت‌ها برای کره ای‌ها به شدت محدود کردند. یک دانشگاه دولتی با الگوبرداری از دانشگاه توکیو در سال ۱۹۲۳ در سئول تأسیس شد، اما تعداد کره ای‌های مجاز به تحصیل در آنجا هرگز از ۴۰ درصد ثبت نام آن فراتر نرفت. بقیه دانشجویان آن ژاپنی بودند. دانشگاه‌های خصوصی، از جمله دانشگاه‌هایی که توسط مبلغان مانند دانشگاه سونگ سیل در پیونگ یانگ و چوسان، دانشگاه مسیحی در سئول تأسیس شده‌اند، فرصت‌های دیگری را برای کره ای‌های تمایل به تحصیلات عالی فراهم می‌کنند.
پس از استقرار کره شمالی، یک سیستم آموزشی که بیشتر از الگوی اتحاد جماهیر شوروی الگوبرداری شد. طبق منابع کره شمالی، در زمان تأسیس کره شمالی، دو سوم کودکان در سنین مدرسه در مدرسه ابتدایی تحصیل نمی‌کردند و بیشتر بزرگسالان که تعداد آنها ۲٫۳ میلیون نفر بود، بی سواد بودند. در سال ۱۹۵۰، تحصیلات ابتدایی برای کودکان اجباری شد. با این وجود وقوع جنگ کره، دستیابی به این هدف را به تأخیر انداخت. آموزش ابتدایی جهانی تا سال ۱۹۵۶ حاصل نشد. تا سال ۱۹۵۸ منابع کره شمالی ادعا کردند که هفت سال آموزش ابتدایی و متوسطه اجباری اجرا شده‌است.
در سال ۱۹۵۹ «آموزش همگانی با بودجه دولتی» در همه مدارس معرفی شد. نه تنها امکانات آموزشی، بلکه کتب درسی، لباس فرم و اتاق و تابلوها نیز بدون هزینه در اختیار دانشجویان قرار می‌گیرد. تا سال ۱۹۶۷، نه سال تحصیل اجباری شد. در سال ۱۹۷۵ سیستم آموزش یازده ساله اجباری، که شامل یک سال آموزش پیش دبستانی و ده سال آموزش ابتدایی و متوسطه است، اجرا شد. این سیستم از سال ۱۹۹۳ همچنان پابرجاست. طبق سخنرانی سال ۱۹۸۳ کیم ایل سونگ به وزیران آموزش کشورهای غیرمتعهد در پیونگ یانگ، آموزش عالی اجباری جهانی و «در آینده نزدیک» معرفی می‌شد. در آن زمان دانش آموزان هیچ هزینه مدرسه ای نداشتند. این ایالت هزینه تحصیل تقریباً نیمی از جمعیت ۱۸٫۹ میلیون نفری کره شمالی را پرداخت می‌کرد.
در سال ۲۰۱۲، رئیس کیم جونگ اون طرفداری کرد که کره شمالی باید تحصیلات اجباری خود را از ۱۱ سال به ۱۲ سال افزایش دهد. بر اساس گزارش اخباری در کره شمالی، لایحه ای برای گسترش تحصیلات اجباری آن در سپتامبر ۲۰۱۲ تصویب شد. قبل از این اصلاحات، کره شمالی یازده سال سیستم آموزش رایگان داشت که شامل یک سال مهد کودک، چهار سال دبستان و شش سال دبیرستان قبل از دانشگاه بود. پس از اصلاح، اکنون، این سیستم شبیه سیستم آموزشی در کره جنوبی است که شامل شش سال مدرسه ابتدایی، سه سال دوره راهنمایی و سه سال دبیرستان است.

## آموزش ابتدایی و متوسطه

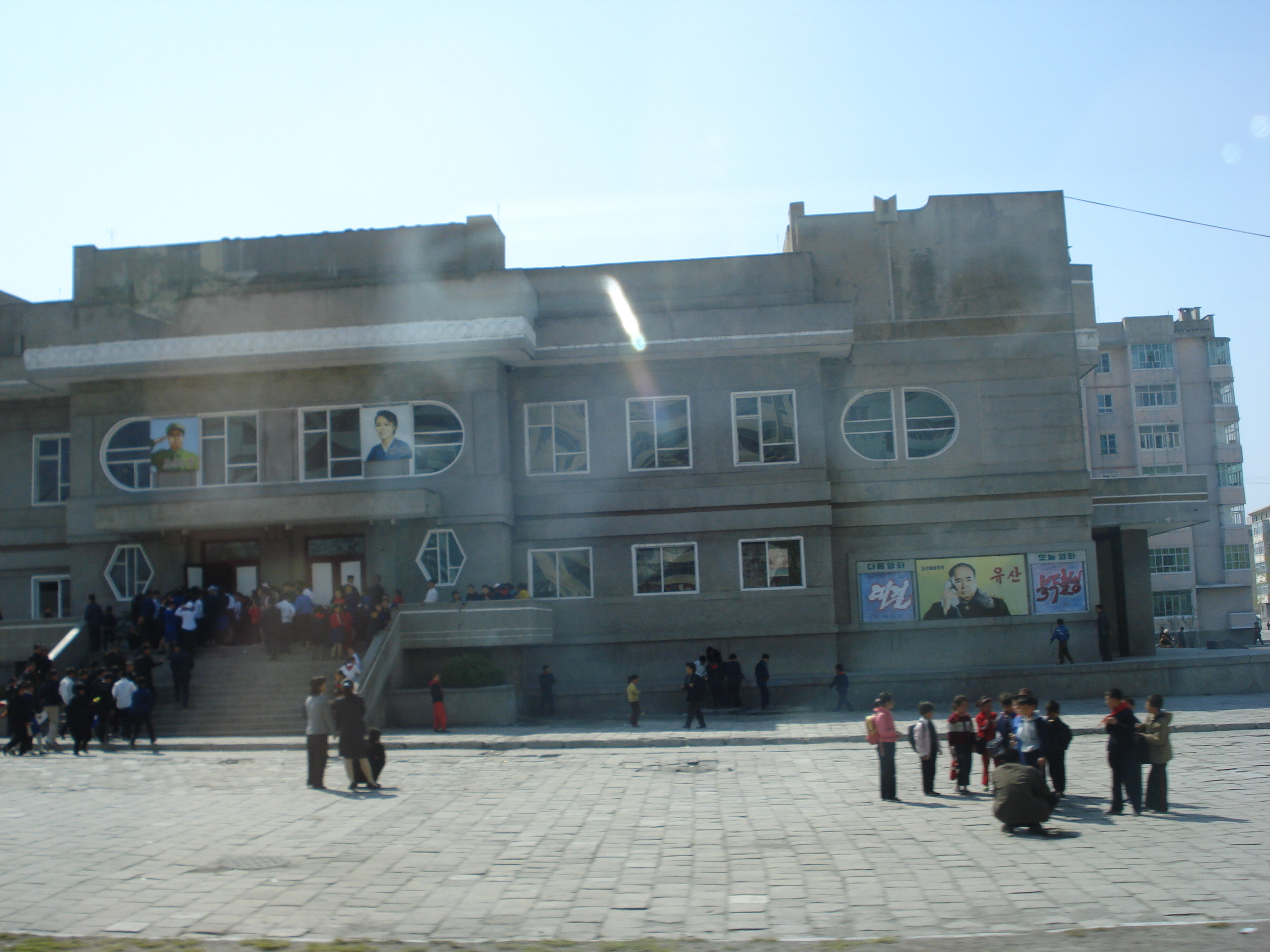
یک دبستان

در اواسط دهه ۱۹۸۰، ۹٬۵۳۰ مدرسه ابتدایی و متوسطه وجود داشت. دانش آموزان پس از فارغ‌التحصیلی از مدرسه، وارد یک مدرسه متوسطه عادی یا یک مدرسه متوسطه خاص می‌شوند که بر موسیقی، هنر یا زبان‌های خارجی متمرکز است. این مدارس هم دروس تخصصی و هم دروس عمومی آنها را آموزش می‌دهند. انستیتوی انقلابی منگیونگدا که در آن کودکان نخبه کره شمالی برای خدمت به عنوان افسر در ارتش خلق کره آماده می‌شوند، یک مدرسه ویژه مهم است که در آن آموزش نوین اقتصاد و رایانه قرار گرفته‌است.
در مدارس راهنمایی ارشد، موضوعات سیاسی گرا، از جمله «کیم ایل سونگ بزرگ» و «اخلاق کمونیستی» و همچنین «سیاست حزب کمونیست»، فقط ۵٫۸ درصد از آموزش را شامل می‌شود.

## آموزش اجتماعی
خارج از ساختار رسمی مدارس و کلاسها که "آموزش اجتماعی" است. این آموزش شامل فعالیت‌های فوق برنامه، زندگی خانوادگی و دامنه روابط انسانی در جامعه کره شمالی است. به تأثیر محیط اجتماعی بر کودک در حال رشد و نقش آن در رشد شخصیت وی توجه می‌شود.

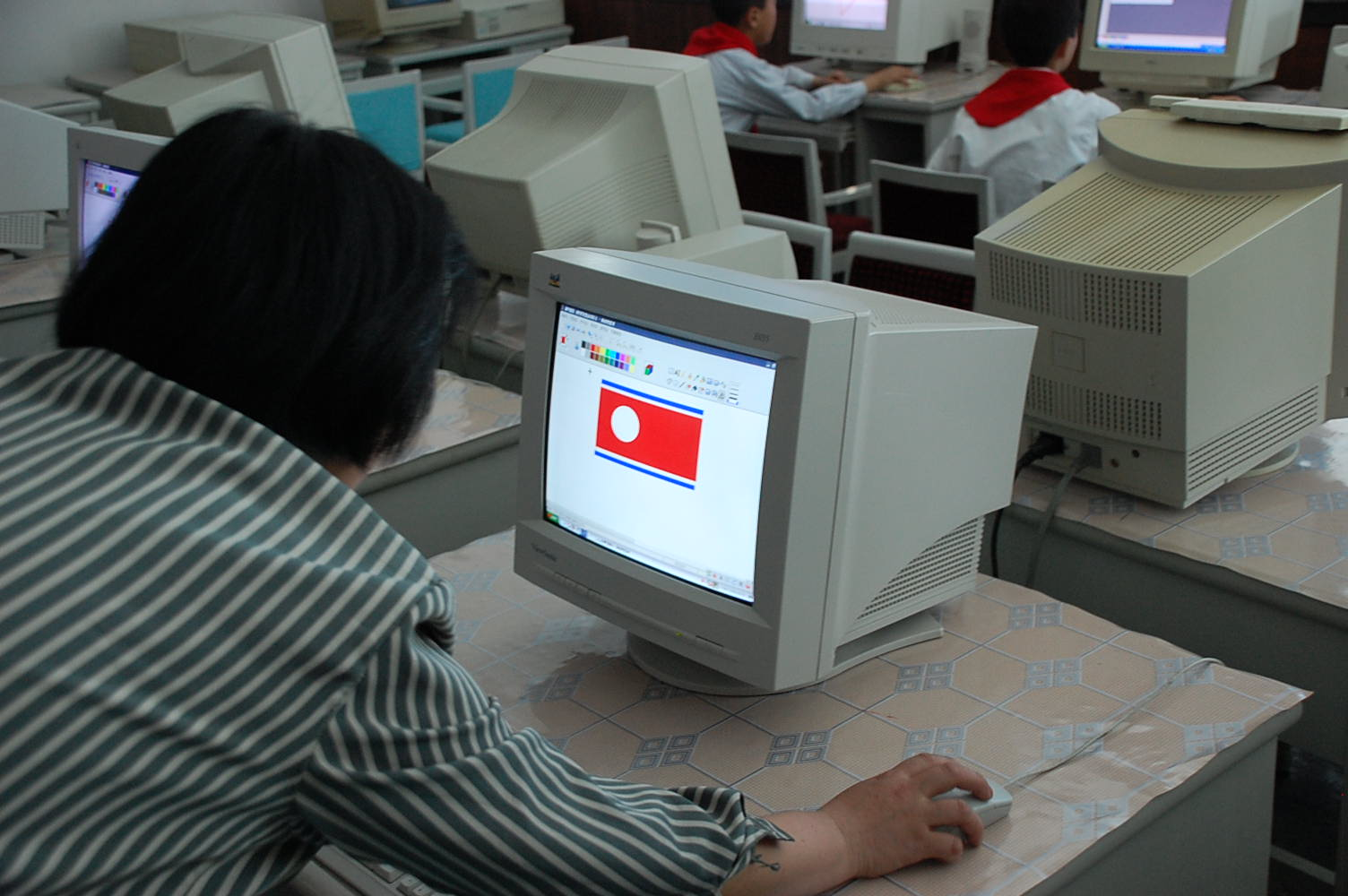
کلاس رایانه در یک مدرسه.

اندیشه آموزش اجتماعی تهیه محیطی با دقت کنترل شده‌است که در آن کودکان از تأثیرات برنامه‌ریزی نشده ترکیب بندی شوند. به گفته یک مقام کره شمالی که در سال ۱۹۹۰ مصاحبه کرد، "آموزش مدرسه برای تبدیل نسل در حال رشد به مردان با دانش، فضیلت و آمادگی جسمانی کافی نیست. پس از مدرسه، فرزندان ما ساعات فراغت زیادی دارند؛ بنابراین مهم است که به طور کارآمد آموزش بعد از مدرسه را سازماندهی کنیم. "
کیم ایل سونگ در پایان‌نامه های ۱۹۷۷ خود دربارهٔ آموزش سوسیالیست، تربیت اجتماعی را توصیف کرد. در اتحادیه کودکان کره و اتحادیه جوانان سوسیالیست، جوانان ماهیت زندگی جمعی و تشکیلاتی در کره شمالی را می‌آموزند. برخی خود را برای عضویت در حزب کارگران کره آماده می‌کنند. در سالن‌ها و کاخ‌های دانش آموزان و دانش آموزان، تحت مدیریت کمیته مرکزی، جوانان پس از مدرسه در بسیاری از فعالیت‌های فوق برنامه شرکت می‌کنند.
امکانات فرهنگی مانند کتابخانه‌ها و موزه‌ها، بناهای تاریخی و اماکن تاریخی انقلاب کره و رسانه‌های جمعی برای خدمت به اهداف آموزش اجتماعی وجود دارد. بزرگ، ولخرجی انتخاب «کاخ دانش آموزان» با سالن و تئاتر در پیونگ یانگ، ساخته شده‌است، سایت‌های دیگر. کاخ‌ها سخنرانی‌ها و گفتگوهای سیاسی، مناظره در مسابقات، شعرهای مجلسی و مجامع علمی را ارائه می‌دهند. کاخ دانشجویی و کودکان در پیونگ یانگ در اوایل دهه ۱۹۹۰ روزانه حدود ۱۰ هزار کودک را به خود جلب می‌کرد.
کره شمالی سیستم آموزشی خود را با استانداردهای ایده‌آل مورد حمایت رهنمودهای بین‌المللی مانند میثاق بین‌المللی حقوق مدنی و سیاسی (ICCPR) و کنوانسیون حقوق کودک (CRC) مقایسه می‌کند.

## تحصیلات عالی
موسسات آموزش عالی شامل دانشگاه‌ها هستند. دانشکده‌های آموزش دبیران، با یک دوره چهار ساله برای آماده‌سازی مربیان مهد کودک، ابتدایی و متوسطه؛ دانشگاه‌های فن آوری پیشرفته با دوره‌های دو یا سه ساله؛ دانشکده‌های پزشکی با دوره‌های شش ساله؛ دانشگاه‌های ویژه علوم و مهندسی، هنر، موسیقی و زبان‌های خارجی؛ و دانشکده‌ها و آکادمی‌های نظامی. گزارش کیم ایل سونگ به ششمین کنگره حزب کارگران کره در اکتبر ۱۹۸۰ نشان داد که در آن سال ۱۷۰ «موسسه آموزش عالی» وجود دارد.
در سال ۱۹۸۷ ۲۲۰٬۰۰۰ دانشجو در مدارس تخصصی عالی دو یا سه ساله و ۳۰۱٬۰۰۰ دانشجو در دانشگاه‌ها و دوره‌های دانشگاهی چهار تا شش ساله حضور داشتند. به گفته ابرستاد و بانیستر، ۱۳٫۷ درصد از جمعیت شانزده سال به بالا در موسسه‌های آموزش عالی در سالهای ۱۹۸۷تا ۸۸ تحصیل می‌کردند یا از آنها فارغ‌التحصیل شده بودند. در سال ۱۹۸۸ حکومت از هدف خود برای تولید «ارتشی با ۱٫۳ میلیون روشنفکر» فارغ التحصیلان آموزش عالی فراتر رفت و این گامی بزرگ در جهت دستیابی به هدف «روشنفکری کل جامعه» است.

### دانشگاه‌ها
هر دانشگاه در کره شمالی باید درصد معینی (بیست تا سی) سرباز مرخص شده (خدمت بیش از سه سال) یا کارگر (شاغل بیش از پنج سال) را دریافت کند.
دانشگاه کیم ایل سونگ که در اکتبر ۱۹۴۶ تأسیس شد، تنها نهاد جامع آموزش عالی کشور است که دارای مدرک لیسانس، فوق لیسانس و دکترا می‌باشد. ثبت نام ۱۶۰۰۰ دانشجوی تمام وقت و نیمه وقت آن در اوایل دهه ۱۹۹۰، به گفته یک ناظر، «قله نظام آموزشی و اجتماعی کره شمالی» است. رقابت برای پذیرش شدید است.
طبق گفته یک محقق کره ای-آمریکایی که در اوایل دهه ۱۹۸۰ از این دانشگاه بازدید کرده‌است، از هر پنج یا شش متقاضی فقط یک دانشجو پذیرفته می‌شود. یک معیار مهم برای پذیرش، مقاطع راهنمایی ارشد است، اگرچه معیارهای سیاسی نیز از عوامل اصلی انتخاب هستند. شخصی که مایل به قبولی در هر موسسات آموزش عالی است باید قبل از تأیید کمیته‌های سطح استان و استان توسط «کمیته توصیه دانشگاه» محلی معرفی شود.
کالج‌ها و دانشکده‌های دانشگاه کیم ایل سونگ شامل اقتصاد، تاریخ، فلسفه، حقوق، زبان و ادبیات خارجی، جغرافیا، فیزیک، ریاضیات، شیمی، انرژی هسته ای، زیست‌شناسی و علوم کامپیوتر است. حدود ۳۰۰۰ عضو هیئت علمی از جمله کادر آموزشی و پژوهشی وجود دارد. همه امکانات در پردیس مرتفع و مدرن در قسمت شمالی پیونگ یانگ واقع شده‌است.
از دیگر دانشگاه‌های برجسته می‌توان به دانشگاه صنعتی کیم چائک و دانشگاه علوم طبیعی اشاره کرد که بر علوم کامپیوتر و علوم طبیعی مرتبط با تحقیقات گسترده هسته ای متمرکز است. دانشگاه پیونگ یانگ در مطالعات خارجی، دیپلمات‌های سطح کار و مقامات تجاری را تربیت می‌کند و دانشگاه کیم هیونگ جیک نیز معلمان را تربیت می‌کند.
دانشگاه علم و صنعت پیونگ یانگ که در سال ۲۰۱۰ افتتاح شد، تنها دانشگاه بودجه خصوصی این کشور است. این یک مؤسسه سرمایه‌گذاری مشترک آموزش عالی است، که بیشتر مسیحیان انجیلی از کره جنوبی، چین و آمریکا تأسیس، تأمین اعتبار و اداره می‌شوند. در سال‌های اخیر به دلیل ممنوعیت سفر ایالات متحده، تعداد بیشتری از اروپایی‌ها بوده‌اند. هدف این دانشگاه ارائه آموزش با کیفیت با دیدگاه بین‌المللی است. کلیه کارکنان آموزشی غیر از کلاسهای خاص زبان آلمانی و چینی، استادان خارجی هستند که به زبان انگلیسی تدریس می‌کنند. در سال ۲۰۱۹ تعداد ۶۳۸ دانشجوی کارشناسی و کارشناسی ارشد ثبت نام کرده‌است.
علاوه بر این، دانشکده تجارت پیونگ یانگ دوره‌های کوتاه ارائه شده توسط اساتید خارجی را ارائه می‌دهد. توسط دولت سوئیس تأسیس شد و به دانشجویان در زمینه مدیریت تجارت کمک می‌کند. یکی دیگر از موسسات آموزشی اقتصادی مرکز مطالعه نظام سرمایه‌داری است که در سال ۲۰۰۰ تأسیس شده‌است.
دانشگاه‌های از راه دور هنگام رمزگذاری برنامه‌های درسی و برقراری ارتباط با استفاده از یک روش پخش رادیویی در سال ۲۰۱۶، مورد توجه رسانه‌ها قرار گرفتند.

## آموزش بزرگسالان
به دلیل تأکید بر ادامه تحصیل همه افراد جامعه، آموزش بزرگسالان یا تحصیل در کار به‌طور فعال پشتیبانی می‌شود. عملاً همه افراد در کشور در برخی فعالیتهای آموزشی شرکت می‌کنند، معمولاً به صورت «گروه‌های مطالعه کوچک».

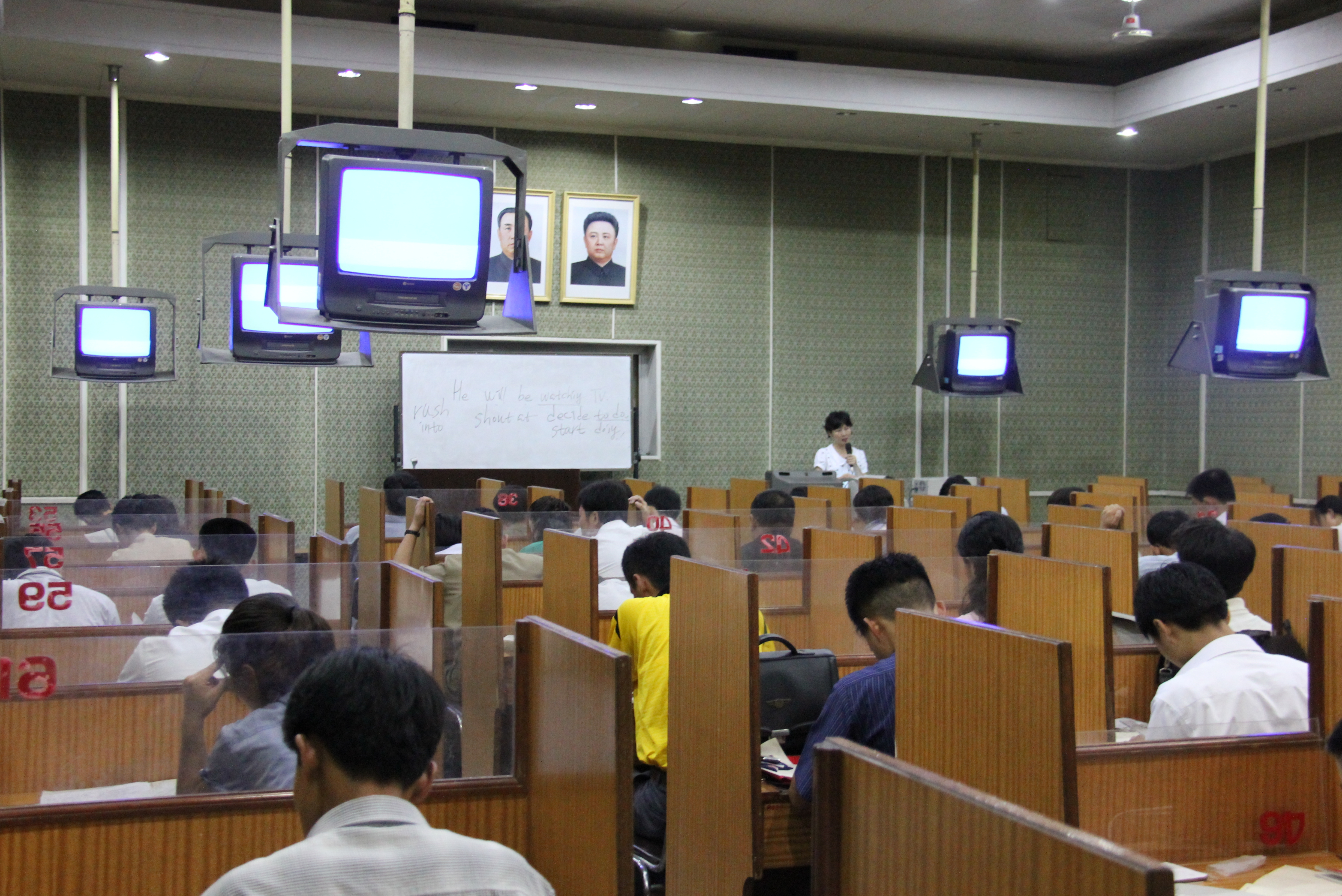
تدریس زبان انگلیسی در پیونگ یانگ

در اوایل دهه ۱۹۹۰، مردم در مناطق روستایی در «گروه‌های ۵ خانواده ای» سازمان یافته بودند. این تیم‌ها عملکردهای آموزشی و نظارتی دارند. این تیم‌ها به عهده یک معلم مدرسه یا روشنفکر دیگر هستند که هر یک مسئولیت چندین تیم را بر عهده دارند. کارگران دفاتر و کارخانه‌ها هر روز در هر دو موضوع سیاسی و فنی «جلسات مطالعه» دو ساعته دارند.
مؤسسه آموزشی بزرگسالان در اوایل دهه ۱۹۹۰ شامل «دانشکده‌های کارخانه» بود که مهارت‌ها و فنون جدیدی را به کارگران آموزش می‌دهند بدون اینکه آنها را مجبور به ترک شغل کنند. دانش آموزان به صورت نیمه وقت کار می‌کنند، عصر می‌خوانند یا دوره‌های کوتاه فشرده می‌گذرانند و محل کار خود را فقط برای یک ماه ترک می‌کنند. همچنین «دانشکده‌های کشاورزی» وجود دارد که کارگران روستایی می‌توانند در آنجا تحصیل کنند تا مهندس و دستیار مهندس شوند و همچنین یک سیستم دوره‌های مکاتبه ای دارند. برای کارگران و دهقانانی که قادر به تحصیل منظم در مدرسه نیستند، «مدارس کارگران» و «مدارس راهنمایی ارشد کارگران» وجود دارد، اگرچه در اوایل دهه ۱۹۹۰ با ورود به تحصیل اجباری یازده ساله، این اهمیت کمتر شده بود.